# Atazanavir
Atazanavir (ATV, Handelsname Reyataz®) ist ein Arzneistoff, der in oralen Darreichungsformen zur Therapie von HIV-Infektionen eingesetzt wird und zur Gruppe der HIV-Proteaseinhibitoren gezählt wird. Die Zulassung durch die amerikanische FDA erfolgte im Juni 2003, die durch die Europäische Kommission im März 2004. Lizenzinhaber ist der Pharmakonzern Bristol-Myers Squibb.

## Indikation und Wirksamkeit
Atazanavir ist zur Therapie von HIV-Infektionen bei Erwachsenen zugelassen. Im Vergleich zu früheren Vertretern derselben Wirkstoffklasse muss Atazanavir vorteilhafterweise nur einmal täglich zugeführt werden und kann im Zuge einer highly active antiretroviral therapy (HAART) mit Arzneistoffen aus der Gruppe der Transkriptasehemmer (NRTI) kombiniert werden.
Die Wirksamkeit wurde mit anderen HIV-Proteaseinhibitoren (Nelfinavir und Lopinavir/Ritonavir) sowie mit Efavirenz verglichen, wobei die damit befassten klinischen Studien eine in etwa vergleichbare Wirkstärke ergaben.

## Pharmakokinetik
Bei Atazanavir reicht, im Gegensatz zu anderen HIV-Proteaseinhibitoren, eine einmalige Dosis pro Tag aus, um wirksame Plasmaspiegel zu erreichen. Gleichzeitige Nahrungsaufnahme wirkt sich auf die Bioverfügbarkeit positiv aus, während gleichzeitige Einnahme bestimmter Arzneimittel die Resorption vermindern kann. Im Blut liegen 86 % des Wirkstoffs in proteingebundener Form vor. Die Metabolisierung erfolgt vor allem in der Leber durch Cytochrom P450 abhängige Monooxygenasen. Die Elimination erfolgt mit einer mittleren Plasmahalbwertszeit von etwa 7 Stunden.

## Wirkmechanismus
Atazanavir ist ein sogenannter HIV-Proteaseinhibitor und greift als solcher in den Reproduktionsmechanismus von HI-Viren ein. Atazanavir bindet an das virale Enzym HIV-Protease und unterbindet damit dessen Funktion. Befallene Zellen sind nicht mehr in der Lage funktionsfähige Viren zu reproduzieren, die Viruslast nimmt ab.
Atazanavir wird, ähnlich wie Lopinavir mit einem zweiten HIV-Proteaseinhibitor kombiniert. Dieser hat die Aufgabe, den Abbau von Atazanavir in der Leber zu verlangsamen und damit den Wirkstoff über längere Zeit dem Organismus zur Verfügung zu stellen.

## Nebenwirkungen und Interaktionen
Insgesamt wird die Verträglichkeit von Atazanavir gegenüber anderen Vertretern der HIV-Proteaseinhibitoren besser beurteilt. Störungen des Gastrointestinaltraktes, wie Bauchschmerzen, Übelkeit und Durchfall sowie Störungen des Fettstoffwechsels (Hyperlipidämie und Lipodystrophie) und erhöhte Cholesterinwerte sind bei Therapie mit Atazanavir seltener zu beobachten als mit den oben genannten Vergleichssubstanzen. Allerdings führen erhöhte Bilirubinwerte im Blut sowie in der Folge Ikterus gelegentlich zu einem Abbruch der Therapie.
Wie bei den anderen HIV-Proteaseinhibitoren stellt sich auch bei Atazanavir das Problem der Interaktion mit anderen Wirkstoffen, die durch das Cytochrom P450 Isoenzym CYP3A4 abgebaut werden. Hieraus ergeben sich zahlreiche Kontraindikationen. Einige Arzneimittel, wie Midazolam, Ergotoxine oder das Neuroleptikum Pimozid dürfen bei Patienten, die mit Atazanavir oder anderen HIV-Proteaseinhibitoren behandelt werden, nicht angewendet werden. Auch gleichzeitige Anwendung von Atazanavir mit Efavirenz, Stavudin, Didanosin oder Clarithromycin ergibt Veränderungen der Atazanavir Plasmaspiegel.